# Emily Ratajkowski
Emily O'Hara Ratajkowski (pronunție în română [Rataikovski], n. 7 iunie 1991, Greater London, Anglia, Regatul Unit) este o actriță și fotomodel american, născută în Marea Britanie.

## Filmografie

### Film
| An   | Titlu               | Rol              | Note                |
| ---- | ------------------- | ---------------- | ------------------- |
| 2004 | Andrew's Alteration | Young Girl       | Film de scurtmetraj |
| 2005 | A Year and a Day    | Fata             |                     |
| 2014 | Gone Girl           | Andie Fitzgerald |                     |
| 2015 | Entourage           | Ea însăși        |                     |
| 2015 | We Are Your Friends | Sophie           | Post-producție      |

### Televiziune
| An        | Titlu                   | Rol   | Note                                      |
| --------- | ----------------------- | ----- | ----------------------------------------- |
| 2009–2010 | iCarly                  | Tasha | Episoadele: "iSpeed Date", iEnrage Giddy" |
| 2015      | The Spoils Before Dying |       | Rolul principal                           |

### Videoclipuri
| An   | Titlu           | Artist                            |
| ---- | --------------- | --------------------------------- |
| 2012 | "Fast Car"      | Taio Cruz                         |
| 2013 | "Blurred Lines" | Robin Thicke ft. T.I. și Pharrell |
| 2013 | "Love Somebody" | Maroon 5                          |